# 모리 코고로
모리 코고로(일본어: 毛利小五郎, もうり こごろう)는 아오야마 고쇼의 만화 《명탐정 코난》에 등장하는 인물이다.

## 인물
모리 란의 아버지이며, 전직 일본 경시청 형사이고 형사일을 그만둔 이후에는 "모리 탐정 사무소"(毛利探偵事務所)를 운영하는 사립탐정일을 하고 있다.  연재 초기에는 "어설픈 탐정(ヘボ探偵)"으로 설정되어 코믹한 이미지였으나(광대적인 캐릭터), 진행이 거듭되면 될수록 경험이 많은 어른으로서 좋은 점들을 보이기도 한다.  나이는 38(한국 나이로는 39~40)세이다.

### 식구
아내는 키사키 에리이며 동급생은 여배우인 우조 루리(雨城 瑠璃, うじょう るり)와 쿠도 유키코이다.  신이치(남도일)와 란(유미란)이 다니고 있는 테이탄 고교 출신이며, 대학교는 베이카 대학교를 나왔다. 그외 식구는 딸인 모리 란과 신이치가 어린이로 변한 에도가와 코난이다.

### 놀기를 좋아하는 사람
상당한 애주가이며, 극중에서는 술에 많이 취하는 장면이 많이 그려져 있다.  또한 골초이기도 하며, 극중에서 담배를 피우는 장면이 많이 나올 때도 있다.  특별한 의뢰가 없을 때는 대체로 사무소에서 텔레비전을 보거나 경마 중계 라디오 방송을 들으면서 시간을 보낸다. 취미는 경마나 경륜등 사행성 게임을 즐기거나 마작을 하는 것이며, 예쁜 여자라면 아주 좋아한다.  아이돌 스타인 오키노 요코의 열렬한 팬으로 그녀가 나오는 CD와 드라마를 꼬박 챙긴다.

### 양면성
성격이 급해서 여러 번 코난을 때리고, 의뢰인에게 고함을 치기도 한다.  그래서 아내인 에리에게서 "매사에 꾸물거리고, 불결하고 여자를 밝히고 술고래인 최악의 남자(グズで不潔で女たらしで飲んだくれでいーかげんな男)"라고 평가를 받기도 한다.  그러나 어떤 사건에서 용의자를 틀린 추리로 추적하여 이로 인하여 용의자가 자살했을 때 탐정 사무소의 간판을 내리는 등 책임을 지려는 장면도 있기 때문에 책임감이 강한 면도 있다.

### 영향을 준 인물
유명한의 스승으로는 왕년에 유명한 명탐정 시오타 헤이하치로(한국판 김수택, 1기 50화 비운의 여배우 참조)가 있다.

### 고소공포증
애니메이션에서는 고소 공포증이 있어서 높은 곳에서 아래를 내려다보거나 헬기 등을 탈 때 겁을 먹는다 정작 원작에서는 아무렇지 않게 위에서 아래를 내려다 보는 모습이 몇 번 있었다. 원작 설정과 애니메이션 설정 충돌인 듯하다.

### 쿠도 신이치
쿠도 신이치는 란의 소꿉친구로 어렸을 때부터 잘 알고 있었지만, 신이치가 고교생 명탐정으로서 활약하고 있을 때 자신의 탐정 활동이 가려졌기 때문에, 란과의 교제에 대해서는 부정적이다. 그러나 란이 신이치에 대해서 생각하는 것을 깨닫고 있는 것 같다.

### 탐정 사무소일
코난(남도일)이 나비넥타이 음성 변조기로 모리 탐정의 목소리를 흉내내며, 사건의 진상을 밝히기 시작하면서 잠자는 코고로(眠りの小五郎)라는 별명의 명탐정으로 전국적으로 알려진다.
처음에 등장했을 때는 의뢰가 전혀 없고 면도를 하지 않은 얼굴로 의자에 앉아서 술에 취해서 TV를 보는 장면이었다. 무명 시절에는 "나는 명탐정 모리 코고로다!" 라고 말해도 아무도 알아주지 않았고, 심지어 일반인은 모리 코고로를 아케치 코고로(明智小五郎)나 일본의 우주 비행사인 모리 마모루(毛利衛)로 착각했다.
자신의 추리가 맞다는걸 확신할 때 입을 있는 대로 크게 벌리고(가끔씩 혀가 튀어 나옴) 눈은 살짝 위로 치켜뜬 표정으로 나~~ 하하하하하하하 하고 이상하게 웃는다. 다만 그런 식으로 웃으면서 끝난 추리는 100% 헛다리다.
기본적으로 추리력은 별로 우수하지 않다.  사건이 일어났을 때는 엉터리 추리로 범인이 아닌 사람에게 범인으로 단정짓는 일이 많다.  또한 범인이 남긴 흔적을 잘못 이해하고, 주위에 부자연스러운 점이 지적되어도 단순하고 우연히 일어났다고 정리해버린다.  밀실 사건이 되면 모리 (유명한)는 대체로 자살로 결단하고 빨리 수사를 종결지으려 한다.
그러나 가끔 코난이 마취총을 쏘지 않고, 힌트를 제공하는 간접적인 도움을 받아서 혼자서 사건을 해결하기도 한다. 더욱이 모리 코고로 자신의 인생 경험으로 코난이 잘못 추리한 부분을 정확하게 추리한 적도 있다. 그 외에도 별거 중인 아내 키사키 에리가 잃어버린 귀걸이를 찾다가 왔었음을 잠깐 동안의 관찰에서 추리해 내 찾아낸 사례 등을 보면 탐정으로서의 능력 자체는 나쁘지 않은 편이나 집중력이 떨어지는 것으로 보인다.
탐정일을 하기 이전에는 경시청 수사 1과 강행범계에 근무하고 있었다.  형사 시절에는 사격실력에 있어서는 경찰청 전체에서 1, 2등을 다투는 명사수였다. 그러나 그 때도 화재사고를 방화라고 하는 등의 엉터리 추리로 인해 수사에 혼란을 빚기도 했다. 그렇지만, 관할 경찰서의 형사에서 본청 수사 1과에 영전했던 점과 가끔 확실한 추리를 한 것을 감안하면 일반 형사보다는 우수하다고 여겨진다.
형사 경험으로 수사 기법의 기본은 알고 있어서, 대부분의 사망 원인이나 사망 추적 시간은 맞출 수 있다. 실제 명탐정 코난 단행본 60권에서 시체를 보고 독살당했음을 알아낸다. 또한 휴대 전화 도청 문제를 설명한 적도 있다. 
명탐정으로서 유명해져서 수입이 증가했지만 아직도 자가용이 없고 항상 렌터카를 빌린다. 보통 이 렌터카는 사건에 휘말려서 펑크나 폭발 심지어는 홍수에 떠내려간 적도 있어서 렌터카 수리비와 변상비가 많이 나간다.
극장판 5기 천국으로의 카운트다운에서 이벤트 상품으로 받은 머스탱 컨버터블을 왜 이용하고 있지 않은 지는 원작에 영향을 주어서는 안 되는 극장판의 내용이라 그런지, 물에 젖어 쓸 수 없게 되었는지 의문이다. 아마도 전자의 경우가 더 설득력 있어 보인다. 물론 후자의 경우도 생각할 수는 있다. 비용이 엄청나겠지만 (외제차는 수리비가 엄청나다. 심지어 도장 살짝 긁힌건데도 수리비는 안드로메다로 가는 수준. 그래서 지방에 사는 사람이 차를 몰고 외제차가 많은 서울 혹은 도쿄에 갈땐 극도로 조심해야 된다고 한다.) 그래도 서비스 센터에서 물에 젖어 교체 해야되는 부품들만 갈면 끝이기 때문에 설득력은 없으며, 전자의 경우가 설득력이 있다. (극장판 마지막에 잘 말리면 쓸 수 있을지도 몰라 라고 하는 대사는 나옴)
그가 (코난과 함께) 가는 곳이면 항상 무슨 사건이 일어나서 메구레 경부에게 '역귀(疫病神)', '죽음의 신(死神)'이란 말을 자주 듣는다.  세이칸 터널에서 일어난 살인 사건에서는 홋카이도 경찰서의 형사에게 "가는 곳 마다 사건이 일어나는 저주받은 탐정(行く先々で事件が起きる呪われた探偵)"소리를 들었다.
극장판에서는 시한장치의 마천루와 14번째 표적에서만 잠자는 코고로의 모습을 보여주었고, 잘못된 추리를 하는 경우가 많았다.  다만, 수평선상의 음모에서는 조금 벗어났긴 했지만, 평상시의 그의 모습에서 상상할 수 없는 명추리를 보인 적은 있다.

### 건전한 판단력
코난 등 어린이가 수사에 관여해서는 안된다는 상식적인 감성의 소유자이다.  그래서 코난이 끼어들면 혹이 날 정도로 알밤을 먹이며 자기 딸의 참견도 달갑지 않을 때가 있고, 사건을 제일 먼저 목격한 코난을 메구레 경부의 허락없이 마음대로 되돌려보낸 적도 있다. 또한, 극장판에서 코난이 폭탄 사건에 말려 들어가 부상당했을 때는 어린이인 코난의 생명을 위협한 범인에 대해서 "잡히기만 해 봐라. 내가 가만 두지 않을 것이다."라며 격렬한 분노를 나타낸 일, 단행본에서 코난이 총상으로 입원한 날 수술을 받아야 한다는 아가사 박사의 말을 듣고는 "예? 코난이 단순히 총알에 스친 것이 아니었어요?"라며 걱정하고 "란에게 고맙다고 하거라. 수혈과 간호를 했어. 코난, 건강해야 한다." -189화 목숨을 건 부활 편- 라며 코난이 건강을 찾자 안심한 일 등을 볼 때에 평상시에는 몰인정하게 취급하고 있는 코난에 대해서 상냥함을 내비치고 있기도 한다.
돈에 많이 약해서 코난을 다시 보살필 때 싫어하는 눈치였지만 코난 엄마 쿠도 유키코가 변장한 인물인 에도가와 후미오가 양육비 1000만 엔을 주자 순조롭게 승낙한다. 또한 의뢰비가 많아지면 갑자기 태도를 바꿔서 의뢰를 흔쾌히 맡는다. 하지만 극장판인 《탐정들의 진혼가》에서는 돈에 대해 상당히 냉정한 태도를 보인다. 또한 더럽게 돈을 버는 것에 대해서는 싫어하고 있어서 돈을 위해서 범죄를 저지른 지인에게 "그렇게까지 돈이 탐나나?(そこまでして金が欲しいのか)"라고 경멸한 적도 있다.
빗나간 동체 시력을 가지고 있어서 빨리 타이핑을 했던 키보드의 자판을 정확하게 읽어내 코난이나 헤이지를 놀라게 한 적도 있다. 다만 타이핑을 했던 키보드의 자판을 읽을 때 엉뚱한 방향의 암호로 가정하여 생사람을 잡을 뻔하였으나 코난이 마취총으로 잠재워 올바른 추리로 살인 사건의 범인을 찾을 수 있었다.

### 아내와의 별거
에리와는 학생 때 결혼하여 신혼 때는 생활이 어려웠고 수입을 위해서 가정교사 아르바이트를 한 것으로 그려지고 있다.
에리와는 어떤 이유로 인하여 10년 전부터 별거에 들어갔으며, 가끔 만나도 서로 싸우고 있다. 그러나 현재는 많이 진전된 상태. 학창시절 에리가 신이치의 모친인 쿠도 유키코와 미인대회에서 맞대결을 펼칠 때, 동률인 상황에서 모리 코고로 자신이 표를 내지 않아 대회는 무승부로 종결되었다. 그러나 그 일과 관련된 코난의 질문을 듣자 코고로는 당시 에리에게 투표를 했다고 고백했다.
더구나 에리가 잃어버린 반지를 은밀하게 찾아주거나 에리가 좋아하는 야구 선수의 사인볼을 건내주려고 하거나 아내의 생일선물로 5만 엔짜리 목걸이를 주는 것을 보면 서로 싸우면서도 내심 에리를 생각하고 있는 듯 하다. 다시 돌아왔으면 좋겠다고 말한 적도 있지만, 에리는 들은 척도 하지 않고 그 말을 MD에 녹음한다.
에리에게 한 프로포즈 멘트는 "너를 좋아해! 이 지구상의 누구보다...(お前のことが好きなんだよ、この地球上の誰よりも)"이다.

### 특기
딸인 란이 가라테를 잘하는데 비해 코고로는 사격 외에도 유도를 매우 잘하였으며 대학교에 다녔을 때는 유도부에 소속되어 있었다.  유도부에서 제일 잘했다고 자랑할만하여, 만화 내용 중에서도 범인을 잡을 때에 그 기술 중 일부를 보이기도 한다. 특히 결정적인 상황에서 유도나 스모의 기술 중 하나는 자신보다 몸집이 큰 남성조차 시원스럽게 휙 던질 수 있을 정도로 14번째 표적 등에서 범인을 잡을 때 결정적인 수단이 되기도 한다.  아내에게도 유도나 씨름 기술의 일부를 가르치기도 했고, 실제 아내 키사키 변호사가 자신의 변호에 원한을 품은 전 피고인들로부터 자신을 지켰다.  하지만, 무대공포증이 있는지 중요한 시합이 되면 상태가 이상해져서 공식적인 시합에서 이긴 적은 없는 것 같다. 105권에서는 납치/감금/살인 피의자인 불교 승려를, 테이저 건에 맞아 갇혀 있던 방에서 풀려난 모리 코고로 탐정이 유도로써 업어매쳤다. 모리 탐정이 뛰어난 유도 선수임은 에도가와 코난과 핫토리 헤이지도 잘 알고 있어서, 피의자가 도망함을 걱정하는 카즈하와 란에게 걱정하지 말라고한다. 왜냐면 앞서 서술한 내용처럼, 풀려난 모리 코고로 탐정이 유도로써 피의자를 업어매쳐서 더이상 도망가지 못할 것임을 알고 있었기 때문이다. 

### 호칭
모리 코고로 탐정의 호칭으로는 "모리 탐정님", "모리 아저씨", "모리 씨", "모리 군" 등이 있다.
- 코난, 겐타, 아유미, 카즈하는 그를 "모리 아저씨(毛利のおっちゃん), "아저씨(おじさん)"라고 부른다.
- 딸인 란은 "아버지(お父さん)", 에리는 "당신(あなた)", 메구레 경부나 아가사 박사는 "모리 군(毛利君)"이라고 부른다. 다만 가끔씩 메구레 경부는 그에게 '역귀(疫病神)', '죽음의 신(死神)'이라고 부르기도 한다. 훗카이토에서도 비슷한 애칭으로 불렸다.
- 다른 경찰관들은 그에게 "모리 씨(毛利さん)"이라고 부르며(실제 시라토리 경부(한국어로 번안한 투니버스 더빙판은 백동훈 형사)가 시한장치의 마천루 자막판에서 "모리 씨(상)"이라고 부른다. 투니버스 더빙판에서는 "유명한 탐정님"이라고 번안함), 메구레 경부 이외의 전 상사(上司)들은 "모리(毛利)"라고 부르고, 요코미조 쥬고 형사는 "연기나는 코고로(煙の小五郎)[20]"라고 부른다.(한국판에서는 "연기나는 코고로"를 "점잖은 명탐정"으로 번역했다 한국판에선 잠자는 코고로가 잠자는 명탐정으로 번역이 되어 있기 때문이다)
- 쿠도 유키코는 테이탄 고등학교 친구인 모리 코고로 탐정을 "코고로 군(小五郎君)", 미츠히코는 "모리 탐정(毛利探偵)", "아저씨(おじさん)", 헤이지는 "아저씨(おっちゃん, オッサン)"라고 부른다.[21].
- 소노코는 "아저씨(おじさま, おじさん)", 아이는 "모리 탐정(毛利探偵)"이라고 부른다. 덧붙여 신이치는 탐정으로서 코고로를 언급할 때 "모리 탐정(毛利探偵)"라고 하지만 평소에는 "아저씨(おっちゃん)"이라고 부른다.

## 기타 정보
- 잠자는 코고로라는 별명 때문인지 수면제 광고 의뢰가 종종 들어온다.  원작에서는 그런 의뢰가 들어오면 바로 전화를 끊어버리는 반면에 탐정들의 진혼가에서는 1000만엔의 개런티가 제시되었기 때문에 "꼭 하겠습니다.(ぜひ!やらせていただきます)"라며 좋아했다.
- 이름은 모리스 르블랑과 아케치 고고로(明智小五郎)에서 파생되었다.
- 애니메이션에서는 주위로부터 칭찬을 받거나 자신만만한 추리를 선보이면 본 궤도에 올라 입을 크게 벌리고 거만한 자세와 표정을짓고 혀를 내밀며 "나하하하(ナーッハッハッハ!)"라며 크게 웃는 장면을 연출한다.  다만 그러한 추리는 대개 빗나가는 경우가 많다.
- 한번은 검은 조직의 표적이 된 적이 있으며, FBI에 의해 저지되었다.
- 아내와의 관계는 원만하지 않으나 최근에는 표면상으로 무뚝뚝하지만 내심 친밀한 관계로 돌아오기를 희망하고 있다. (애니 200화, 372화, 474화, 590화, 609화 등등의 에피소드를 통해 밝혀졌다.)

## 성우진 및 드라마 배역
일본어판은 카미야 아키라가 548화까지 더빙을 맡았으며 553화부터 고야마 리키야가 더빙을 맡고 있다. 한국어 더빙판의 경우 1기와 2기에서는 장정진이 맡았으며 3기부터 현재까지 이정구가 담당하고 있다.  영어 더빙판은 R 브루스 엘리엇(R Bruce Elliott)가 맡았다.
드라마 스페셜에서는 진나이 다카노리(陣内孝則)가 배역을 맡았다.

### 성우 교체
일본어판의 경우 첫화부터 548화까지 13년간 모리 코고로의 목소리를 담당하던 카미야 아키라가 도중 제작사 간 불화와 계약 문제로 인하여 하차였다.  이에 따라 코야마 리키야가 후임으로 결정되어 553화부터 더빙에 투입되었다.  리키야는 《명탐정 코난》에서 용의자 역으로 목소리 출현 한 바 있으며 500화에는 에단 혼도 역으로 목소리 출현 한 적도 있다.
한국어 더빙판의 경우 1기와 2기에서 목소리를 맡은 장정진이 2004년 10월 11일에 사고로 사망하였으며, 이후에 스폐셜에서 잠깐 박지훈이 맡았지만, 이후 불미스러운 사건으로 성우 협회에서 제명 당하면서 3기부터 이정구가 맡았다

## 각 언어판별 이름
한국어 더빙판에서는 유명한이라는 이름으로 나오며, 해외판에서는 리처드 무어(Richard Moore)라는 이름으로 나온다.